# Церковь Святой Богородицы (Гюмри)
Церковь Святой Богородицы (арм. Սուրբ Աստուածածին եկեղեցի - Сурб Аствацацин, также известная как арм. Սուրբ Յոթ Վերք, церковь Йот Верк (Семь ран)) — храм Армянской апостольской церкви в городе Гюмри вблизи центральной площади Вардананц.

## Архитектура
Церковь построена из чёрного туфа, имеет схожий внешний вид с кафедральным собором Эчмиадзинского монастыря.

## История
Основан в 19-м веке.

## Галерея

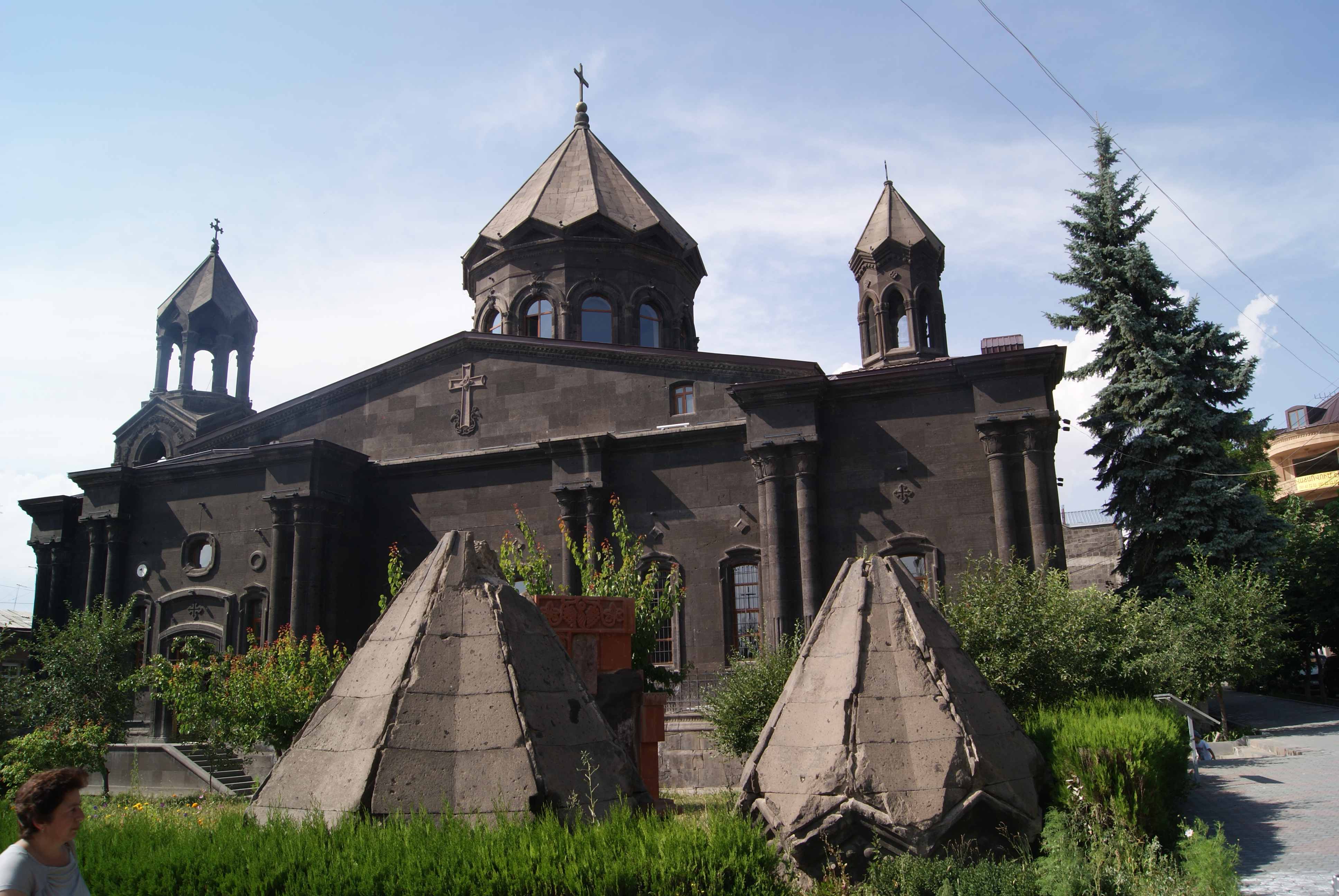
Общий вид на церковь и два купола, разрушенные во время землетрясения 1988 года
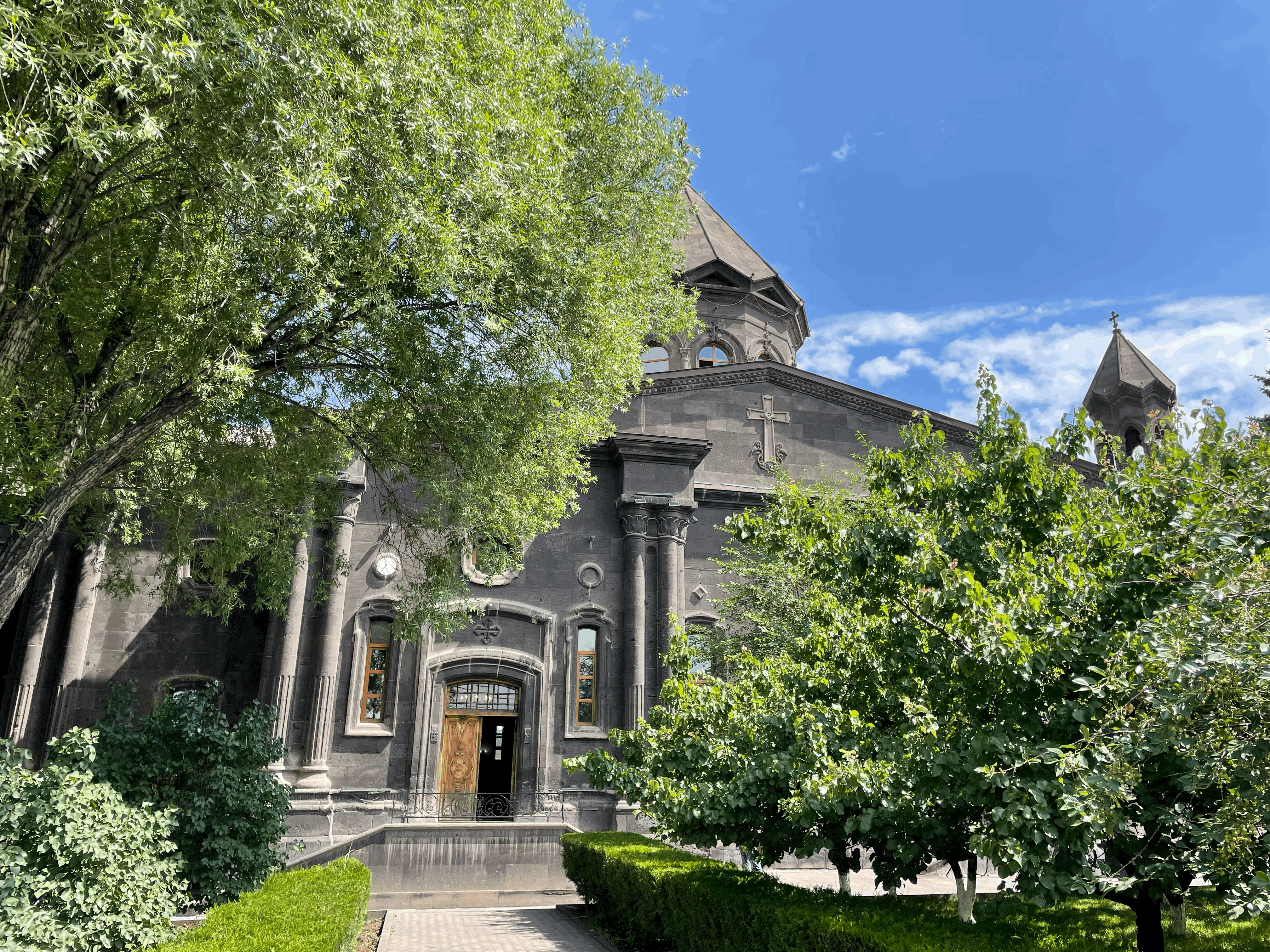
Вид на церковь
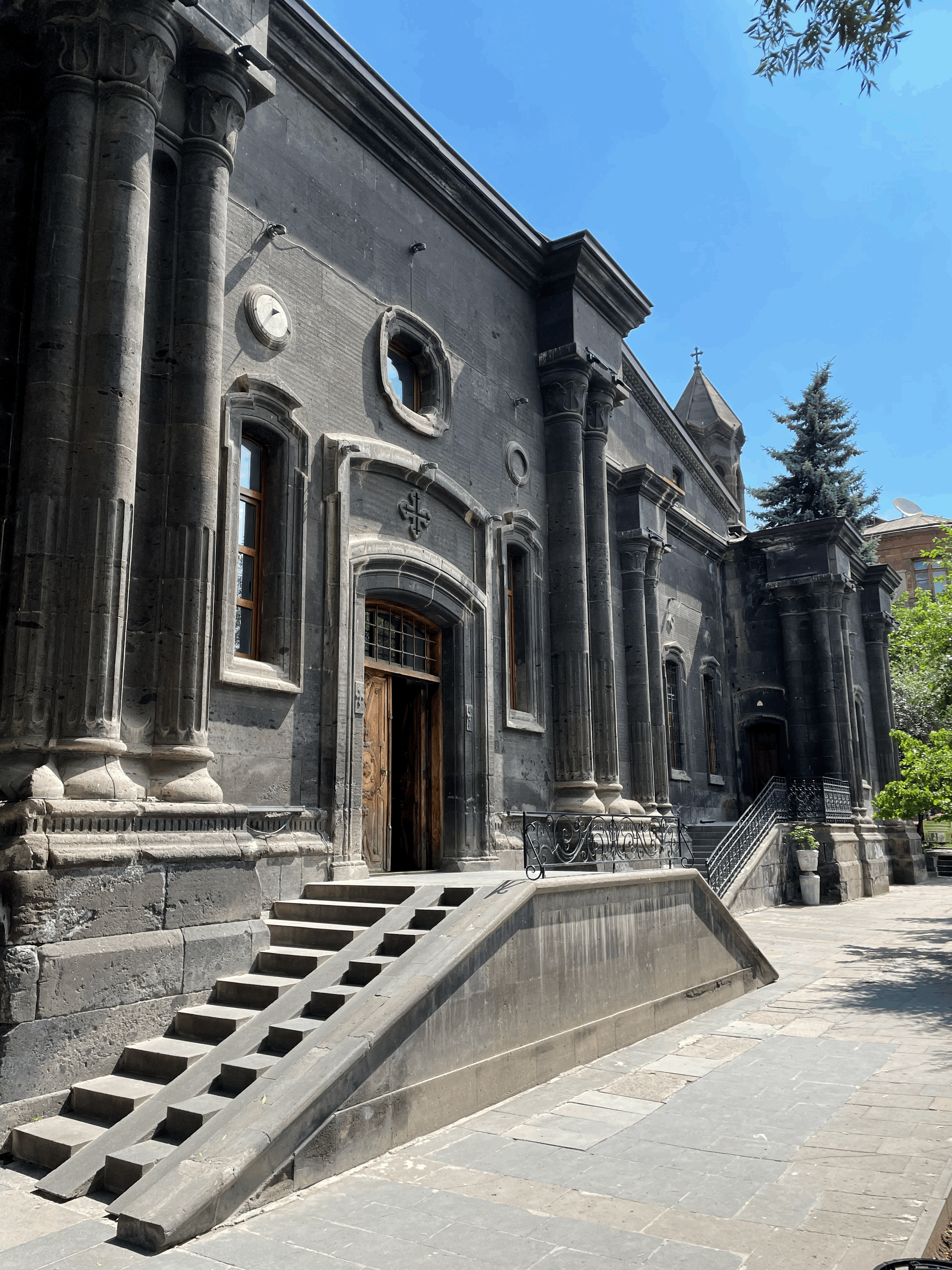
Южный вход
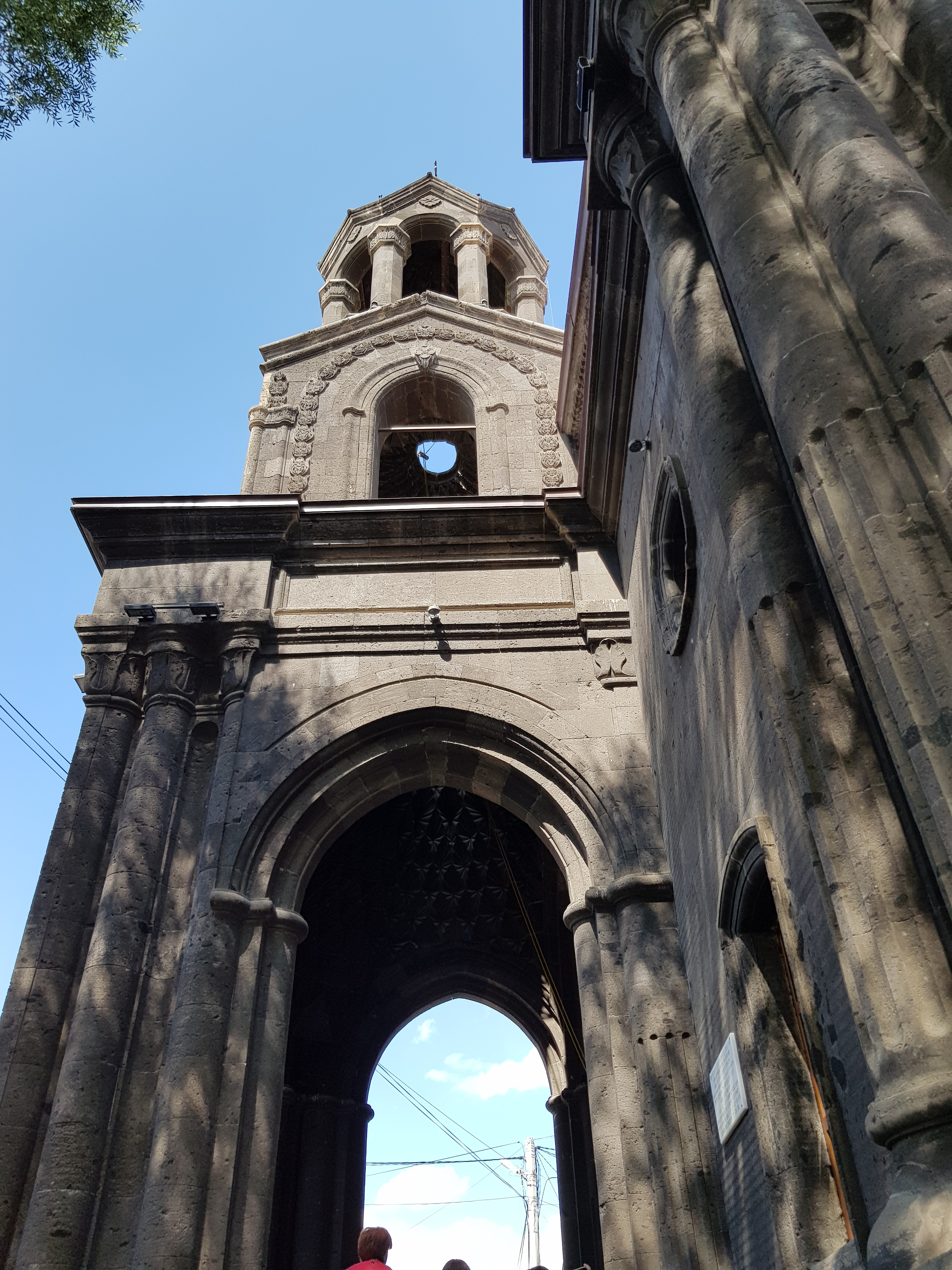
Колокольня
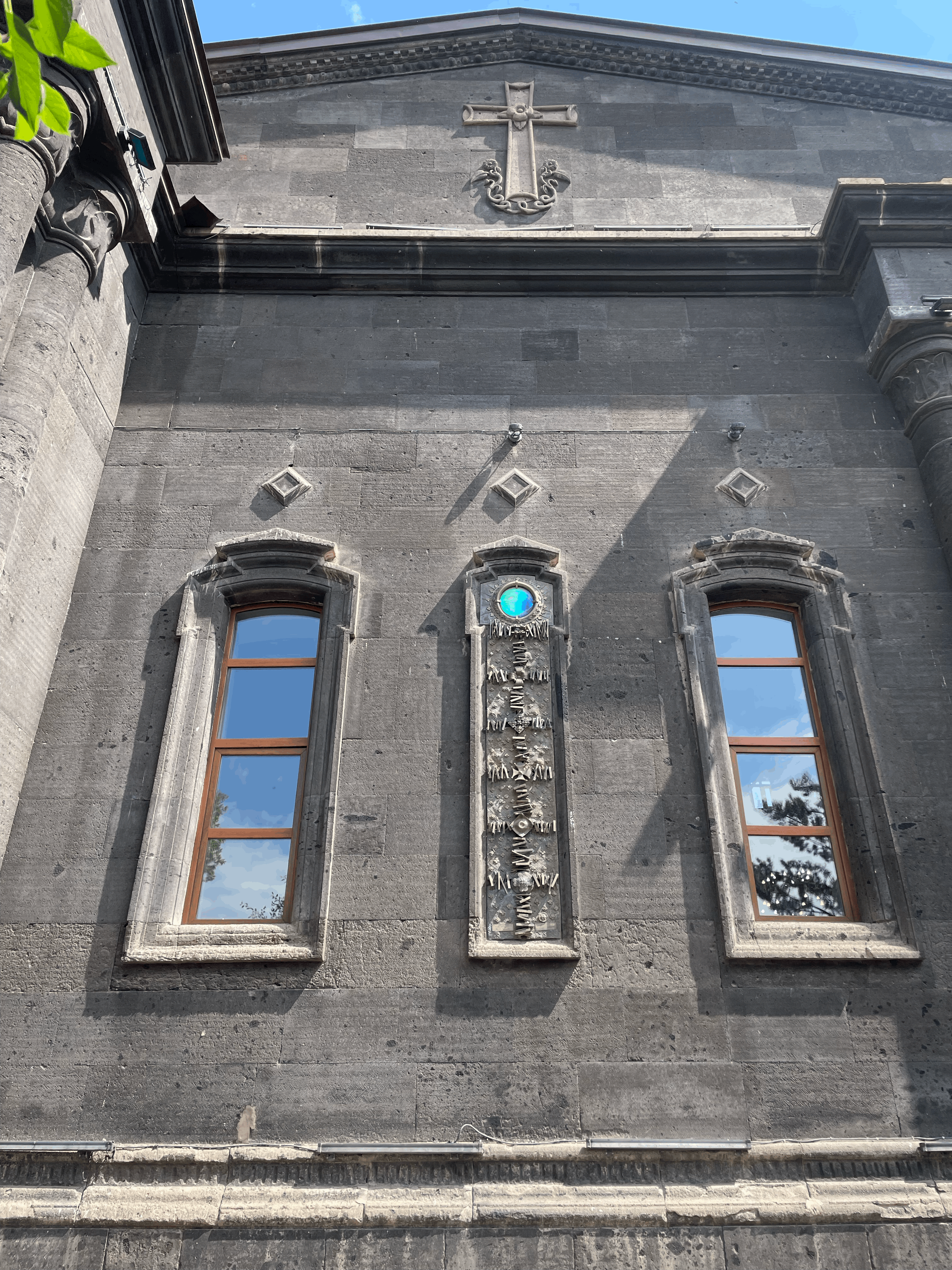
Символ церквей-сестёр
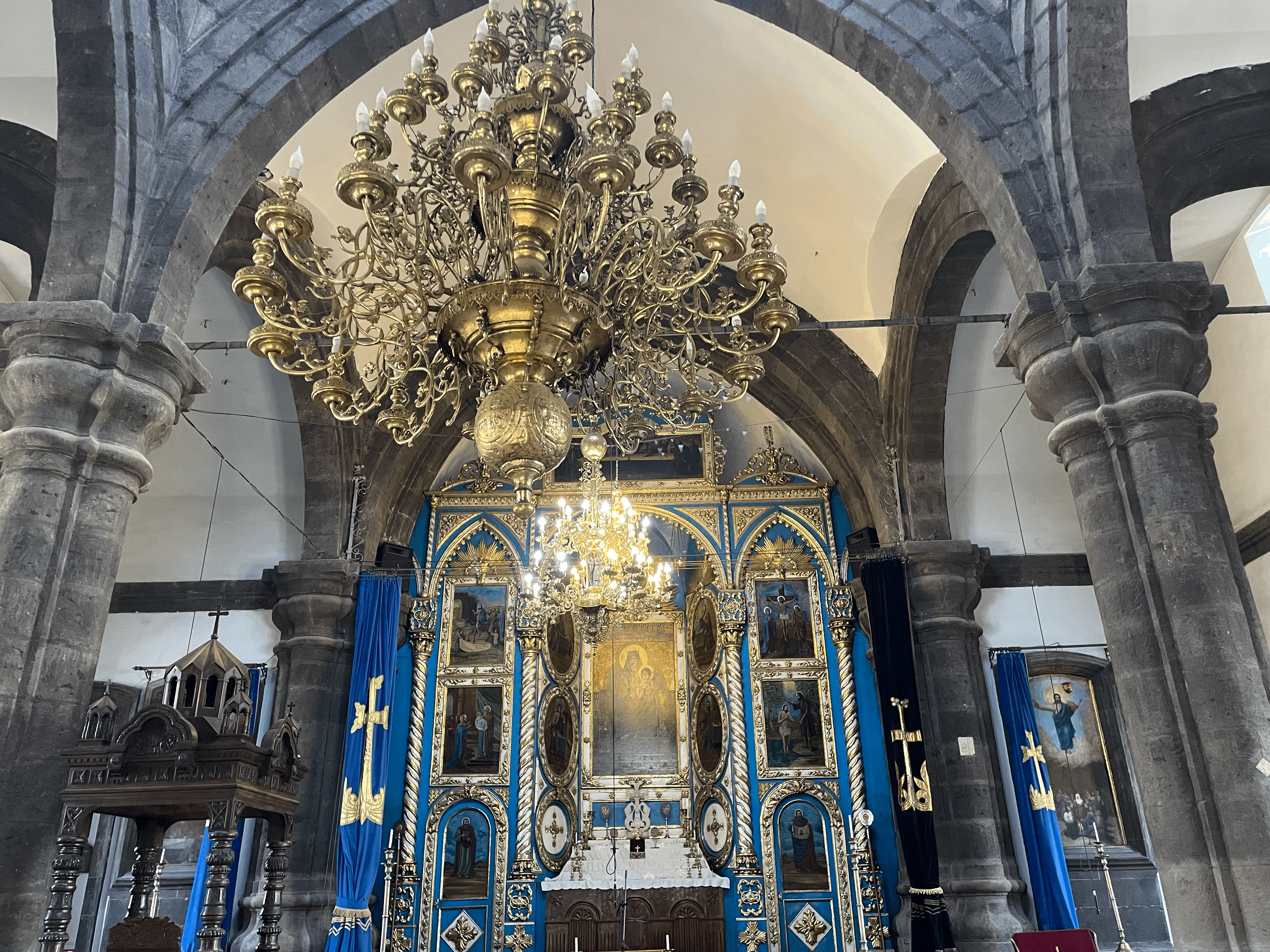
Алтарь
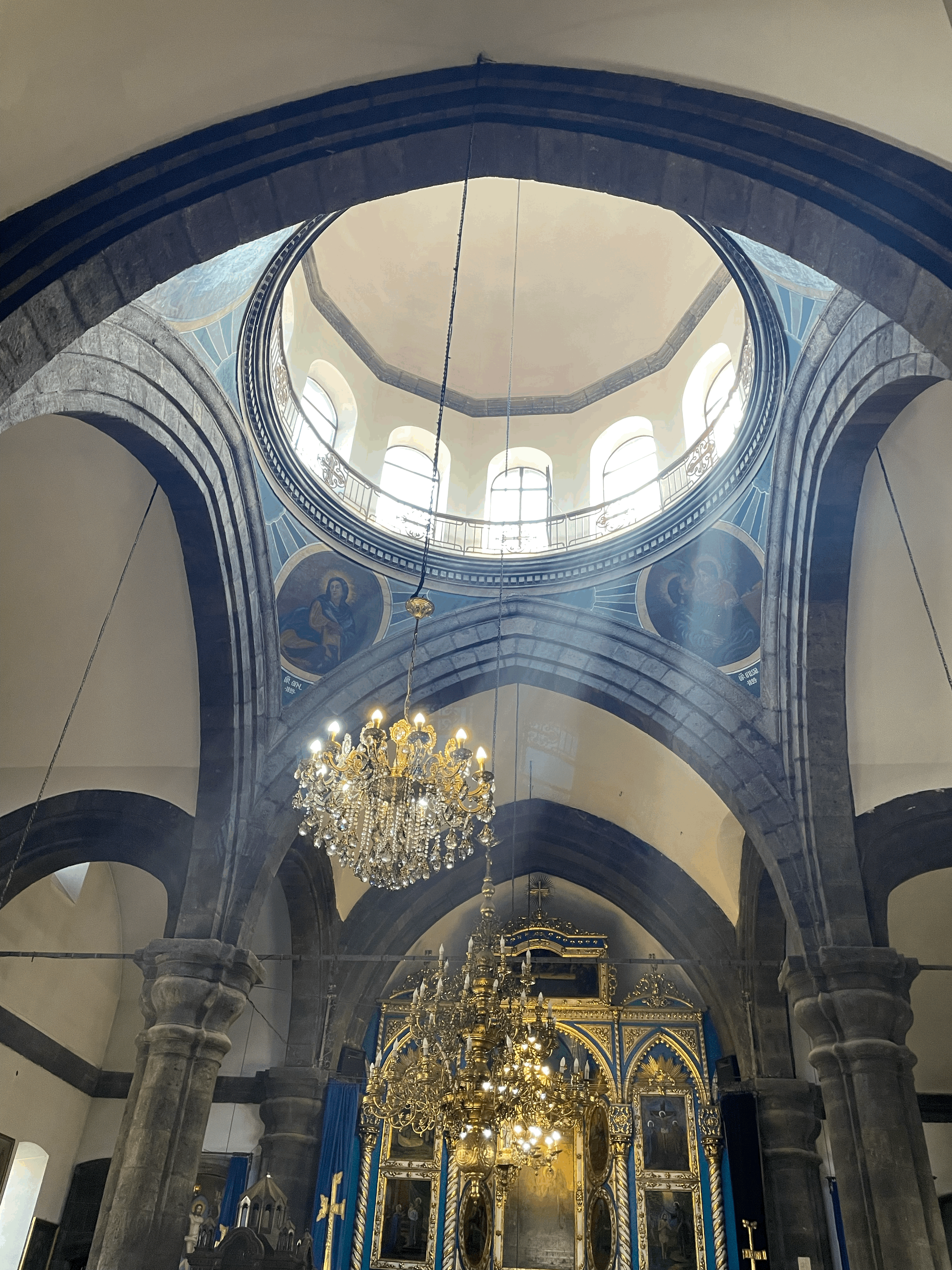
Вид на купол
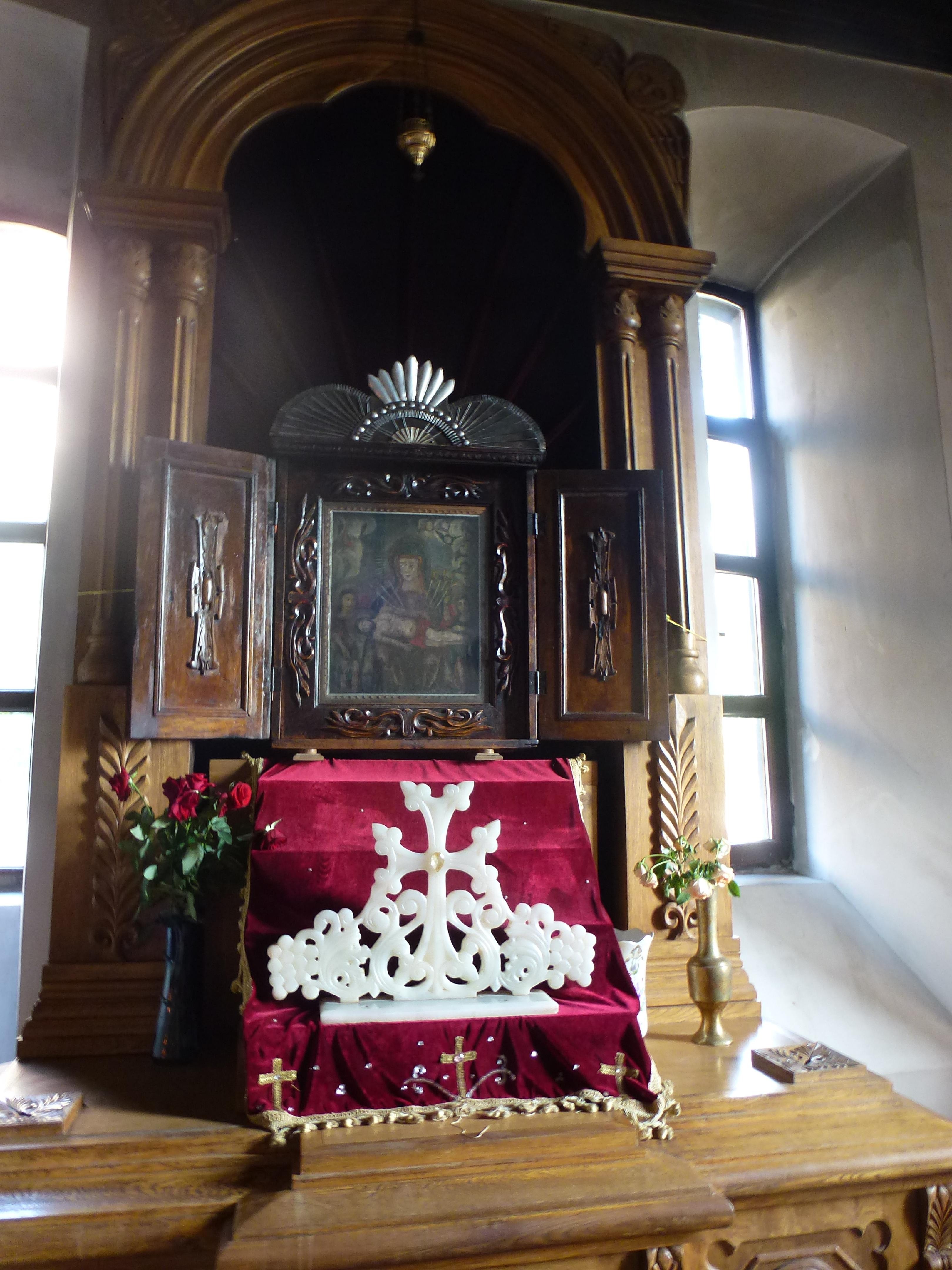
Икона